# 特別探員
特別探員（Special agent），亦稱特別幹員，一般是指為政府機關或獨立機關單位所工作的調查員（investigator）或偵查員（detective）。此一頭銜主要用於美國。此外，許多美國聯邦特別探員與州屬特別探員從事與犯罪情報（criminal intelligence）相關之業務。「特別探員」與「(一般)探員」之差異取決於不同執法部門之各自標準。
在聯邦與軍事情治單位，「探員」亦指受到招募、訓練、控制，或受雇之人力資源或「人員資產」（human "asset"）並用以收集與回報資訊。

## 擁有特別探員之美國聯邦政府單位
聯邦政府單位擁有特別探員之機關，包含但不限於以下之單位：
- 美國內政部（DOI）
  - 美國內政部土地管理局（BLM）
  - 美國魚類及野生動物管理局（FWS）
  - 美國公園警察（USPP）
  - 美國國家公園管理局（NPS）
- 美國國防部（DOD）
  - 美國國防情報局（DIA）
  - 美國國防後勤局（DLA）
  - 美國國家安全局（NSA）
  - 美國海軍犯罪調查局（NCIS）
  - 美國陸軍刑事調查司令部（USACIDC）
- 美國國土安全部（DHS）
  - 美國公民及移民服務局（USCIS）
  - 美國海關及邊境保衛局（CBP）
  - 美國移民及海關執法局（ICE）
  - 運輸安全管理局（TSA）
  - 美國特勤局（USSS）
- 美國司法部（DOJ）
  - 美國菸酒槍炮及爆裂物管理局（ATF）
  - 美國緝毒局（DEA）
  - 聯邦調查局（FBI）
  - 美國法警 （USMS)
  - 美國聯邦監獄管理局（BOP）
- 中央情報局（CIA）
- 美國人事管理局（OPM）
- 美國財政部
  - 美國國家稅務局
  - 聯邦準備理事會
  - 美國鑄幣局警察
- 美國衛生及公共服務部（HHS）
  - 美國食品藥物管理局（FDA）
- 美國教育部
- 美國農業部
  - 美國國家森林局
- 美國國家環境保護局（EPA）
- 美國商務部
  - 美國國家海洋暨大氣總署
- 美國勞工部
- 美國能源部（DOE）
- 美國運輸部（DOT）
  - 美國聯邦航空總署（FAA）
- 美國郵政署（USPS）